# Micromus montanus
Micromus montanus är en insektsart som beskrevs av Hagen 1886. Micromus montanus ingår i släktet Micromus och familjen florsländor. Inga underarter finns listade i Catalogue of Life.